# Єлизаветовка (Дондушенський район)
Єлизаветовка (рум. Elizavetovca) — село в Молдові в Дондушенському районі. Є центром однойменної комуни, до складу якої також входить село Боросень.
Більшість населення - українці. Згідно з переписом населення 2004 року 412 осіб (83%).
Село розташоване на висоті 220 метрів над рівнем моря.

## Географія
За даними перепису населення 2004 року, в селі Єлизаветівка проживає 494 людини (228 чоловіків, 266 жінок).
Етнічний склад села
| Національність | Кількість мешканців | Відсотковій склад |
| -------------- | ------------------- | ----------------- |
| українці       | 412                 | 83.4              |
| молдавани      | 66                  | 13.36             |
| росіяни        | 15                  | 3.04              |
| гагаузи        | 1                   | 0.2               |
| Всего          | 494                 | 100%              |

| Молдова | Це незавершена стаття з географії Молдови. Ви можете допомогти проєкту, виправивши або дописавши її. |

1. ↑  Nicu V. Localitățile Moldovei în documente și cărți vechi: îndreptar bibliografic. Volumul 1: A-L — Chișinău: Universitas, 1991. — С. 337. — 508 с. — ISBN 5-362-00841-2